# Crescentina modenese
La crescenta o crescentina, conosciuta soprattutto al di fuori della zona di produzione come tigella, è un tipo di pane caratteristico dell'Appennino Modenese, prodotto con un impasto a base di farina tipo 0, farina tipo 00, latte, lievito, strutto oppure olio e sale (con dovute e diffuse varianti). È un prodotto agroalimentare tradizionale elencato con i nomi di crescentina, cherscènta, tigella modenese, tigèla modenese. Oggi è proposto come parte del menù tradizionale (come antipasto o come secondo piatto) da molte trattorie del Modenese, del Bolognese, del Reggiano e del Mantovano; oppure come cibo di strada in manifestazioni folcloristiche e sagre locali.

## Etimologia

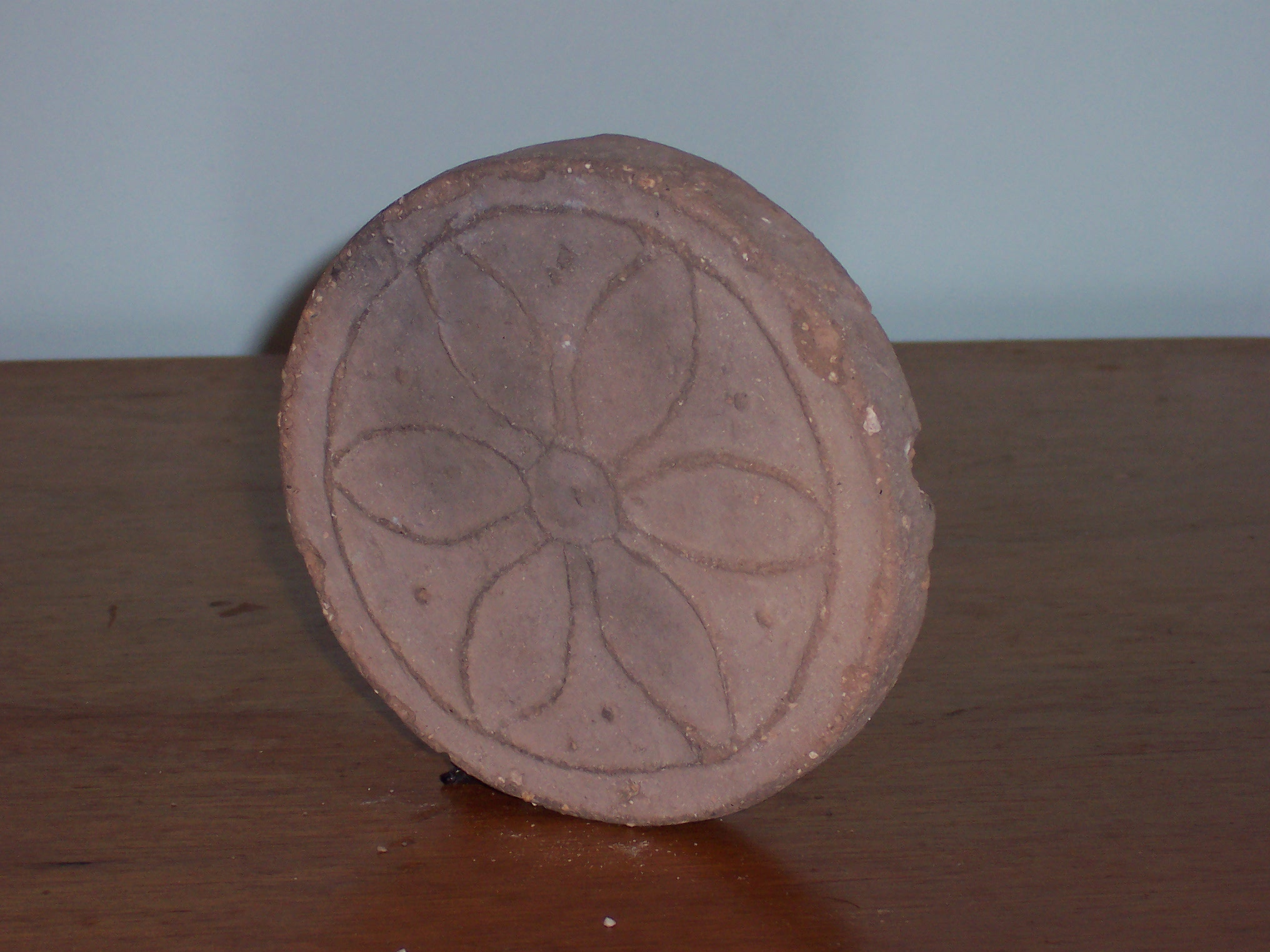
Tigella in terracotta con il simbolo del fiore della vita in bassorilievo

I dischi di terracotta o di pietra refrattaria in cui originariamente erano cotte le crescenti sono chiamati tigelle. Tigella deriva da tegella, diminutivo di tegula che in latino volgare significava coperchio, dal verbo tegere (coprire). Oggi, nelle zone di pianura del nord Italia ci si riferisce alle crescentine con il sempre più diffuso appellativo metonimico di tigelle, nonostante sia crescentine il termine etimologicamente esatto.
A rafforzare il concetto, lo scrittore locale Andrea Pini scrisse: "In pizzeria chiedereste mai il forno al posto della pizza? O al fast food una friggitrice al posto delle patatine? O a vostra nonna la teglia al posto della crostata?". Nella stessa tradizione locale si è sempre detto "Chersènt in t'al tigèli", ovvero "Crescenti nelle tigelle", a ribadire il concetto della differenza.

## Preparazione

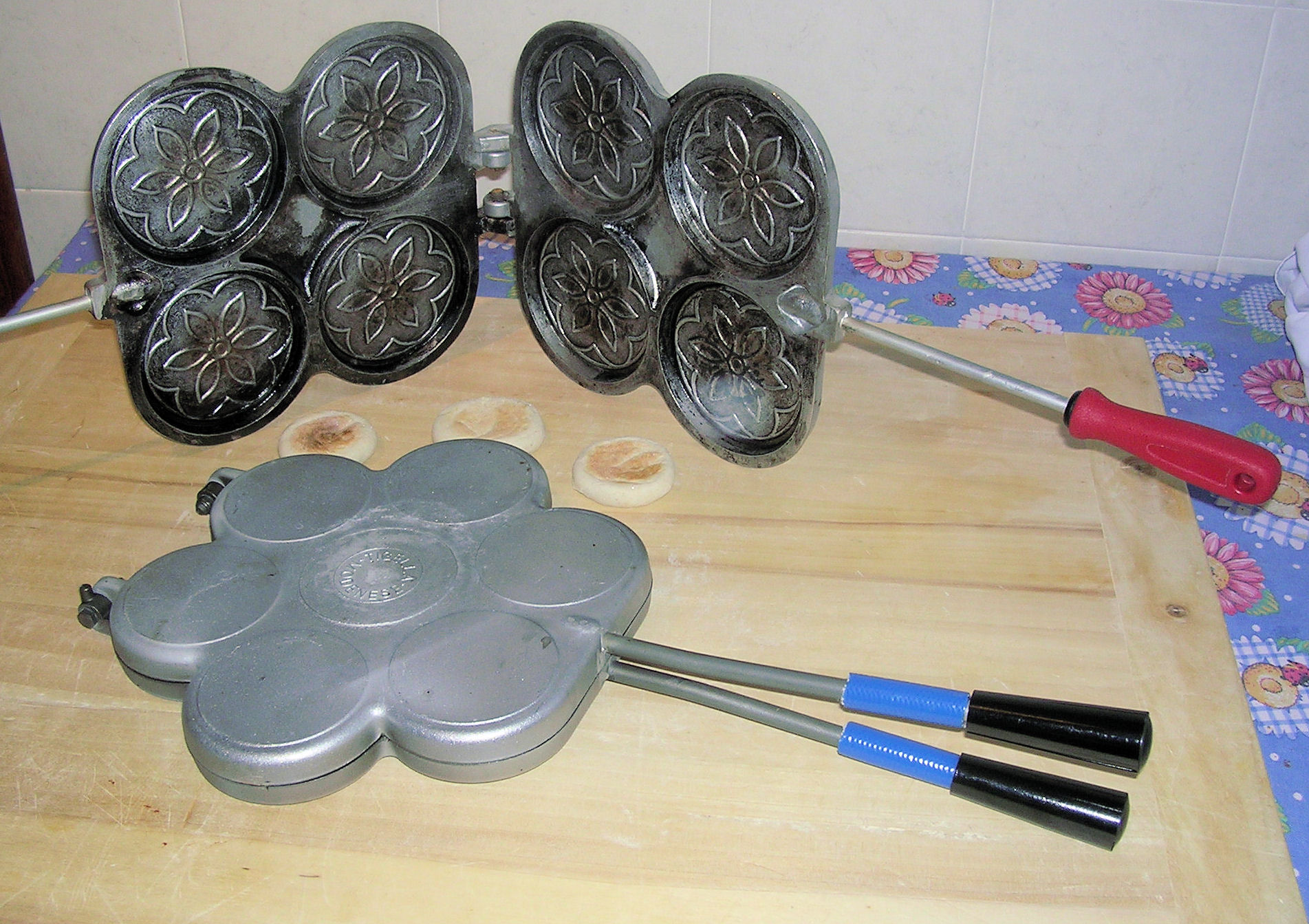
Tigelliera (tigella) in alluminio

La cottura tradizionale avveniva impilando la pasta in alternanza con dischi solitamente di terracotta (chiamati propriamente tigelle) già arroventati nel camino usando le foglie di castagno o di noce per separare l'impasto dalla terracotta, aromatizzarlo e tenerlo pulito dalla cenere. Questi erano rotelle di circa 15 cm di diametro ed 1,5 cm di spessore, formate tradizionalmente con terra di castagneto finemente triturata e modellata in uno stampo di legno con incisioni in bassorilievo (decorazioni geometriche che poi rimanevano stampate sulla pasta durante la cottura) e poi essiccati e cotti. Con opportuna maestria l'addetto alla preparazione spostava periodicamente gli elementi della pila per rendere uniforme e verificare l'avanzamento della cottura.
Due caratteristiche peculiari differenziano le tigelle dagli utensili, anch'essi in terracotta o pietra, utilizzati nelle aree limitrofe per preparazioni simili come il panigaccio: innanzitutto le tigelle non sono concave, secondariamente esiste una specifica simbologia del bassorilievo presente su almeno un lato del disco raffigurante, spesso in diverse varianti geometriche di esecuzione, il fiore della vita come segno di prosperità e fecondità.
Attualmente la cottura è solitamente effettuata in maniera più veloce ponendo i dischi di pasta tra due piastre di materiale refrattario o metallico (dette cottole), in macchine appositamente realizzate per lo scopo, alimentate a gas o elettricità. In ambito casalingo viene comunemente utilizzato uno stampo in alluminio che può contenere dalle 4 alle 7 crescentine da apporre direttamente sulla fiamma come una padella; questo stampo è chiamato tigelliera. Questo stampo e la cottura sulla fiamma ricordano il ricorso ai testi come strumento per la preparazione di numerose ricettazioni tradizionali delle aree limitrofe all'Appennino modenese, ad esempio il borlengo modenese (o zampanella) o il testarolo lunigianese o il neccio toscano.
Essendo stata per buona parte del XIX secolo sotto la dominazione estense, anche nei borghi della Lunigiana la crescentina è conosciuta e preparata; tuttavia nell'area dell'appennino lunigianese la preparazione tipica è il panigaccio, che nella sua versione cotta al forno o al focolare si differenzia dalla crescentina solo per la mancanza di lievito nella ricetta (motivo per cui secondo alcuni il panigaccio non dovrebbe essere classificato propriamente come pane ma come prodotto preparato a mo' di pane).
Talvolta vengono cotte anche crescenti molto più grandi delle normali crescentine chiamate "crescentone" (diametro di circa 20 cm o superiore), che successivamente vengono tagliate a spicchi.
L'impasto delle crescentine, così come quello usato per la preparazione delle piadine, si caratterizza per una consistenza densa rispetto all'impasto assai più liquido utilizzato per panigacci, borlenghi, necci o crespelle dolci e salate.
Gli ingredienti originali delle crescentine del Frignano sono solo Farina, acqua (gassata o naturale), sale, lievito di birra o bicarbonato. Nelle ultime ricette viene aggiunto addirittura olio o burro, zucchero e strutto, creando così una variante della crescentina che non rispecchia la vera ricetta.
Nel 1998 il pittore Gino Covili dipinse l'opera dal titolo Le crescenti nella quale viene mostrata la preparazione delle crescentine e la consumazione di quest'ultime.

## Folclore
Le crescentine cotte vengono tradizionalmente consumate tagliandole a metà ed imbottendole con un pesto formato da un trito di lardo di maiale, aglio e rosmarino (noto localmente come cunza di Modena, lo stesso usato per i borlenghi) e con Parmigiano Reggiano, oppure con coniglio in umido, lepre alla cacciatora o cinghiale. Oggi, oltre alle versioni tradizionali, le crescentine vengono proposte con svariate e fantasiose farciture: salumi, formaggi, verdure e altre salse salate o dolci.
Nella cultura popolare modenese le crescentine sono considerate il cibo per eccellenza dei momenti conviviali: preparate al camino e consumate direttamente dopo la cottura provvedendo ciascuno alla farcitura della propria porzione, le crescente venivano adottate come soluzione per il pasto da consumarsi in compagnia consentendo a cuochi e commensali di trascorrere insieme sia il tempo della preparazione sia quello della consumazione. Oggi le trattorie e le catene di ristoranti tradizionali con servizio veloce (un segmento abbastanza nuovo nella ristorazione Italiana che corrisponde al fast casual restaurant americano) che offrono crescentine propongono questo finger food, spesso come soluzione street food adatta anche all'asporto, puntando soprattutto sulla convivialità dell'esperienza di consumo e sulla fantasia delle farciture. Quest'ultimo appare il punto di forza e di maggiore differenziazione della proposta di ristorazione commerciale legata alla crescentina rispetto a quella, più diffusa, legata alla piadina: per le loro dimensioni ridotte rispetto alla piadina, le crescentine possono essere proposte in abbinamento, cioè come degustazione di più crescente per pasto ciascuna con farcitura differente, mentre la piadina si presta a un consumo unitario scegliendo una farcitura (composta se si vuole da più ingredienti) come si fa con un panino imbottito.
Crescentine precotte e confezionate sottovuoto o in atmosfera modificata sono vendute nella grande distribuzione da aziende affermate nel settore dei panificati industriali.
Alcune catene di fast food o di ristorazione tradizionale veloce hanno fatto della crescentina il prodotto principale della loro offerta, con diversi punti vendita in varie regioni italiane. Lo sviluppo di tali catene ha contribuito a rendere il nome "tigella" il più usato comunemente per indicare il prodotto, soprattutto al di fuori dell'Emilia Romagna, così da evitare incomprensioni legate alla sovrapposizione del nome di crescentina con altre varianti. Nel Frignano persiste il nome crescentina, sia per mantenere la tradizione locale, sia perché nelle zone del Frignano si indica con i termini "crescenta" e "crescentina" solo questa variante del pane, mentre nel bolognese e nel reggiano tali denominazioni si usano per indicare prodotti ottenuti a partire dallo stesso impasto di acqua, farina, sale, lievito e grasso (panna o strutto a volte con l'aggiunta di latte) tuttavia diversi: nel bolognese l'impasto viene cotto tramite frittura, costituendo di fatto una variante del gnocco fritto modenese; nel reggiano l'impasto è cotto al forno ma in unità di dimensioni maggiori.
Nel 2016 la Gazzetta di Modena organizzò un sondaggio chiedendo alle persone di votare quale nome preferissero dare a questo prodotto: il 64% votò "Crescentine", mentre il 36% preferì "Tigelle".